# Molen van Speelman
De Molen van Speelman is een voormalige windmolen in Sassenheim in de Nederlandse provincie Zuid-Holland. Deze korenmolen is in 1846 in opdracht van Jacobus van Rhijn gebouwd en kreeg als naam De Nijverheid. Hij moet de molen in 1848 verkopen en ook de mensen na hem houden de molen niet lang in bezit: voor 1851 wordt de molen tweemaal doorverkocht. Daarna is de stellingmolen tot 1868 eigendom van de familie Knoop. Op 29 oktober 1868 slaat de bliksem in en brandt de molen uit. Cornelis Johannes Speelman koopt de molen en laat deze herbouwen. Een jaar later slaat de bliksem opnieuw in en het gezin Speelman kan maar net aan de vlammen ontsnappen. De bovenbouw wordt in 1882 verkocht en in De Cocksdorp herbouwd.
De vorm van de molen is voor de provincie Zuid-Holland zeer ongebruikelijk. Houten achtkante molens op een stenen achtkante onderbouw komen met name in de noordelijke provincies voor. In Zuid-Holland resteert alleen de romp van de Speelman.
Sinds 1999 is men bezig de molen op dezelfde plek te herbouwen. De romp is gerestaureerd, maar voor de herbouw van de bovenbouw stuit de stichting die de molen beheert op grote tegenwerking vanuit de gemeente. Het is onzeker of De Speelman herbouwd zal worden.